# Raphaële Billetdoux
Raphaële Billetdoux (* 28. února 1951) je francouzská spisovatelka.
Je dcerou Françoise Billetdoux. V roce 1975 se stala novinářkou.

## Knihy
- Jeune fille en silence, Éditions du Seuil, Paris, 1971; Seuil, 2007, ISBN 978-2-02-096713-6
- L'Ouverture des bras de l'homme, Éditions du Seuil, Paris, 1973; Seuil, 2006, ISBN 978-2-02-087338-3
- Prends garde à la douceur des choses, Éditions du Seuil, ISBN 2-02-004491-9
- Lettre d'excuse, Éditions du Seuil, Paris, 1981, ISBN 2-02-005958-4
- Mes nuits sont plus belles que vos jours, Grasset, Paris, 1985, ISBN 2-246-33381-4
  - Night without day, Viking, 1987, ISBN 978-0-670-81301-8
- Entrez et fermez la porte, Grasset, Paris, 1991, ISBN 2-246-43551-X
- Mélanie dans un vent terrible, Grasset, Paris, 1994, ISBN 2-246-47781-6
- Chère madame ma fille cadette, Grasset, Paris, 1997, ISBN 2-246-54781-4
- Je frémis en le racontant: horresco referens, Plon, Paris, 2000, ISBN 2-259-19219-X
- De l'air, Albin Michel, Paris, 2001, ISBN 2-226-12654-6
- Un peu de désir sinon je meurs, Albin Michel, Paris, 2006, ISBN 2-226-17237-8
- C'est fou, une fille..., Albin Michel, Paris, 2007, ISBN 978-2-226-18097-1
- C'est encore moi qui vous écris, Stock, Paris, 2010, ISBN 978-2-234-06314-3

## Ocenění
- Bourse de la Fondation del Duca, za Jeune fille en silence.
- 1974 Prix Louise de Vilmorin, za L'Ouverture des bras de l'homme
- 1976 Prix Interallié, za Prends garde à la douceur des choses
- 1985 Prix Renaudot, za Mes nuits sont plus belles que vos jours